# Antropovsky (huyện)
Huyện Antropovsky (tiếng Nga: ? райо́н) là một huyện hành chính tự quản (raion), của Tỉnh Voronezh, Nga. Huyện có diện tích 2471 km². Trung tâm của huyện đóng ở Antropovo.